# Giovanni Serodine

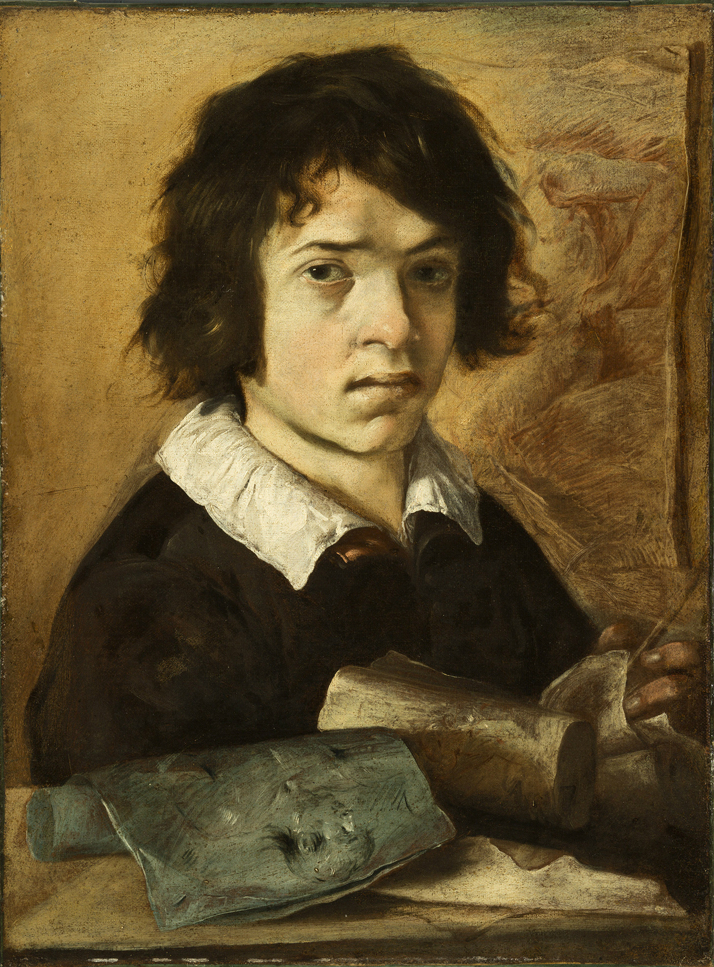
Giovanni Serodine, Portret młodzieńca

Giovanni Serodine (ur. ok. 1594 w Asconie, zm. w 1631 w Rzymie) – szwajcarsko-włoski malarz okresu baroku, caravaggionista.
Działał od ok. 1612 w Rzymie. Okresowo pracował również w rodzinnym mieście Ascona. Należał do caravaggionistów. Duży wpływ na niego wywarł zwłaszcza Hendrick Terbrugghen. Jego światłocieniowy styl nawiązuje do ostatniego okresu rzymskiego Caravaggia, różnił się jednak swobodniejszym sposobem malowania. Tworzył przede wszystkim obrazy religijne.

## Dzieła
- Jezus wśród uczonych w Piśmie (ok. 1625) – Paryż, Luwr,
- Niewierny Tomasz – Muzeum Narodowe w Warszawie,
- Portret ojca artysty (1628) – Lugano, Museo Caccia,
- Ścięcie św. Jana Chrzciciela – Rzym, Palazzo di Venezia,
- Śmierć Marii – Paryż, Luwr,
- Spotkanie Piotra i Pawła prowadzonych na śmierć (1625-26) – Rzym, Galleria Nazionale d’Arte Antica,
- Św. Małgorzata wskrzeszająca młodzieńca (ok. 1620) – Madryt, Prado,
- Św. Piotr w więzieniu (1628) – Rancate, Pinacoteca Cantonale,